# Hermann Rinne
Hermann Gustav Rinne (* 12. August 1861 in Bückeburg; † 25. März 1929 ebenda) war ein deutscher Politiker (DDP).

## Leben
Nach dem Schulbesuch absolvierte Hermann Rinne eine Ausbildung im Bankgewerbe, die er mit der Gehilfenprüfung abschloss. Er arbeitete zunächst im Bankwesen und gründete später eine eigene Bank in Bückeburg.
Rinne war 1912 Mitglied des Schaumburg-Lippischen Landtages. 1918 wurde er auf der Vollversammlung des Arbeiter- und Soldatenrates in den aus fünf Mitgliedern bestehenden Landesrat (Landesregierung) von Schaumburg-Lippe gewählt. Von 1922 bis 1925 sowie erneut von 1925 bis 1928 war er Mitglied des Landtages des Freistaates Schaumburg-Lippe. In beiden Wahlperioden rückte er für den ausgeschiedenen Rudolf Bretthauer ins Parlament nach, der jeweils in die Landesregierung gewählt wurde.
Hermann Rinne war seit 1892 verheiratet.